# Desert Race
Desert Race ist eine Stahlachterbahn des Herstellers Intamin im Heide Park Resort in Soltau. Sie wurde offiziell am 15. Mai 2007 eingeweiht und war die erste Katapultstart-Achterbahn (Launched Coaster) Deutschlands, genauer ein Accelerator Coaster. Verwendet wird ein hydraulisches Antriebssystem (siehe Launched Coaster), das die Wagen in 2,4 Sekunden auf 100 km/h beschleunigt, wobei die Achterbahn eine Höchstgeschwindigkeit von 102 km/h erreicht. Die Streckenlänge der Bahn beträgt 650 Meter, die in 49 Sekunden durchfahren werden. Gebremst wird auf dem letzten Airtime-Hügel und nach der Schlusskurve mit Wirbelstrombremsen. Die maximale g-Kraft liegt bei 4,7 g.

## Bau
Im Juli 2006 wurden erste Vermessungen der Baufläche für Desert Race getätigt. Am 14. August wurde der Grundstein für den Bau gelegt. 2 Monate später wurden die ersten Fundamente für die Stützen und das Stationsgebäude gegossen, sowie erste Stahlträger für das Wartungsgebäude montiert, welche mit Betonfertigteilen verkleidet wurden. Mitte Oktober begann man, die Fundamente mit Sand aufzufüllen. Thematisierungselemente wie der große Hubschrauber und einige alte Jeeps lagerten in der Eventhalle. Ebenso wurde die Wartungshalle angemalt. Im Dezember 2006 wurden dann die Stützen der Achterbahn geliefert, die im Januar 2007 als erstes montiert wurden. Im selben Monat wurden Schienenteile geliefert und der Launchabschnitt wurde separat zusammengebaut. Man begann mit ersten Thematisierungen am Wartungsgebäude. Im März 2007 wurden alle Schienen und Stützen der Achterbahn montiert, sodass bald erste Testfahrten absolviert werden konnten.
Bereits bei der ersten Testfahrt jedoch trat ein Problem am Abschuss auf. Der Zug wurde nicht ausreichend beschleunigt und konnte so nicht einmal den ersten Airtimehügel bewältigen. Der Launch-Bereich der Achterbahn wurde daraufhin erneut einer genauen Prüfung unterzogen. Schließlich wurden vier Schrauben am Catchcar als Fehlerquelle identifiziert. Diese standen etwas hervor und bremsten durch Reibung an anderen Bauteilen den Launch ab. Die Schrauben wurden schließlich gegen vollständig versenkbare Schrauben getauscht, woraufhin der Zug das erste Mal erfolgreich die gesamte Strecke absolvieren konnte.
Im April wurde hauptsächlich am Foto-Shop und am Imbiss gearbeitet, zudem begann man mit dem Wartebereich. Anfang Mai wurden der Wartebereich, die Station, sowie die Thematisierung letztlich fertiggestellt, sodass Desert Race am 15. Mai 2007 eröffnen konnte.

## Sonstiges
Die Strecke von Desert Race gleicht fast der Achterbahn Rita im englischen Schwesterpark Alton Towers, der ebenfalls zur Merlin Entertainments Group gehört. Der Unterschied zwischen beiden Bahnen besteht darin, dass es nach der Wirbelstrombremse neben der Station eine stark unterschiedliche Streckenführung gibt. Bei Rita folgt ein kontinuierliches Gefälle mit einer Rechtskurve und bei Desert Race gibt es eine zusätzliche Abfahrt, die dadurch möglich ist, dass die Wirbelstrombremse einige Meter höher angeordnet ist als bei Rita. Anschließend folgt bei Desert Race noch ein kleiner Hügel, der den Beginn einer Rechtskurve darstellt, die dann kurz vor dem Ende noch in eine starke Querneigung übergeht.
Die Bahn und die Gestaltung der Umgebung im Wüstenthema kosteten insgesamt ca. 15 Mio. Euro.
Seit 2011 gehört Desert Race zum Themenbereich „Land der Vergessenen“.

## Fotos

Eröffnung am 15. Mai 2007
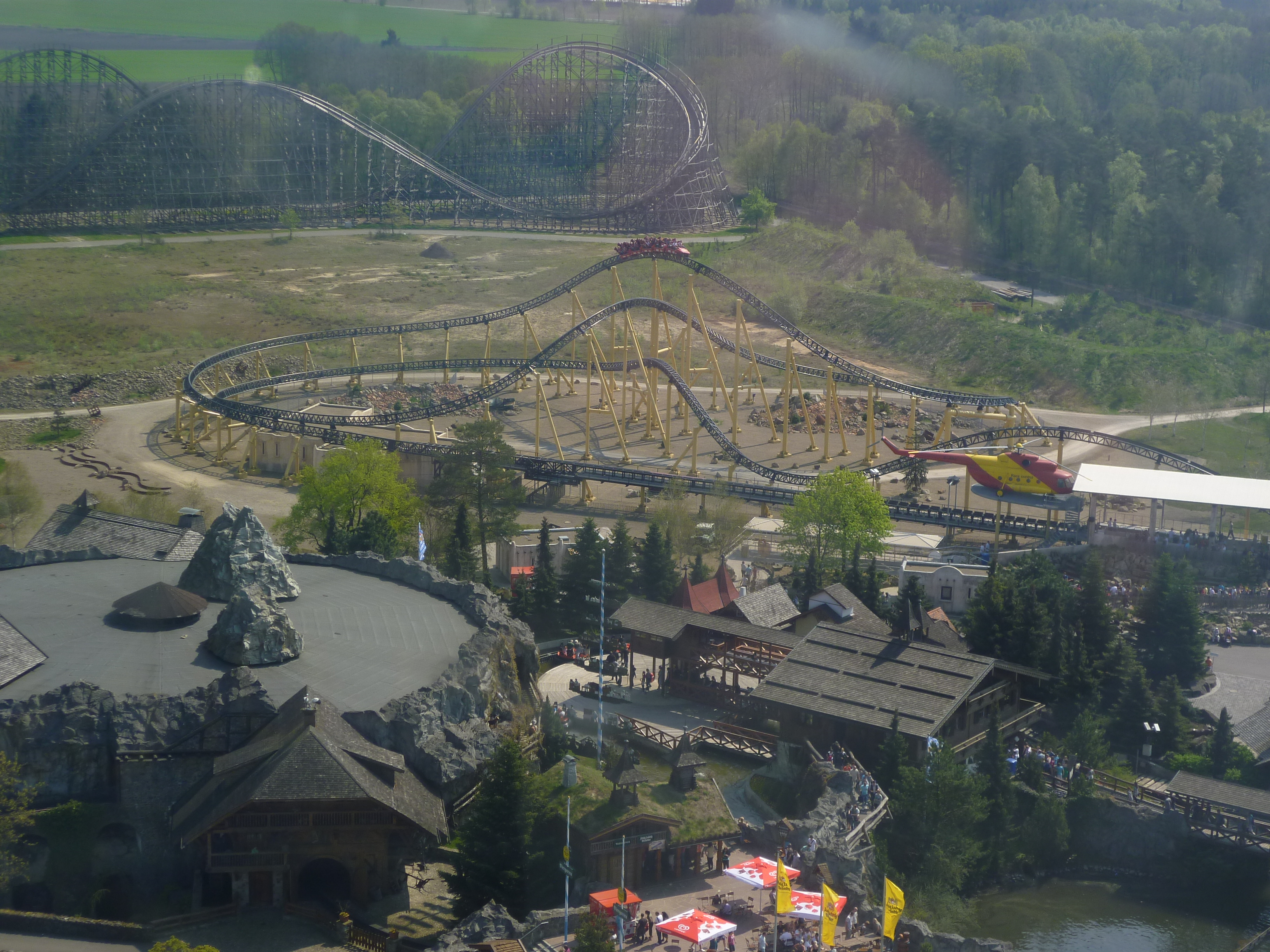
Desert Race vom Panoramaturm aus (Aufnahme von 2011)
Airtimekurven
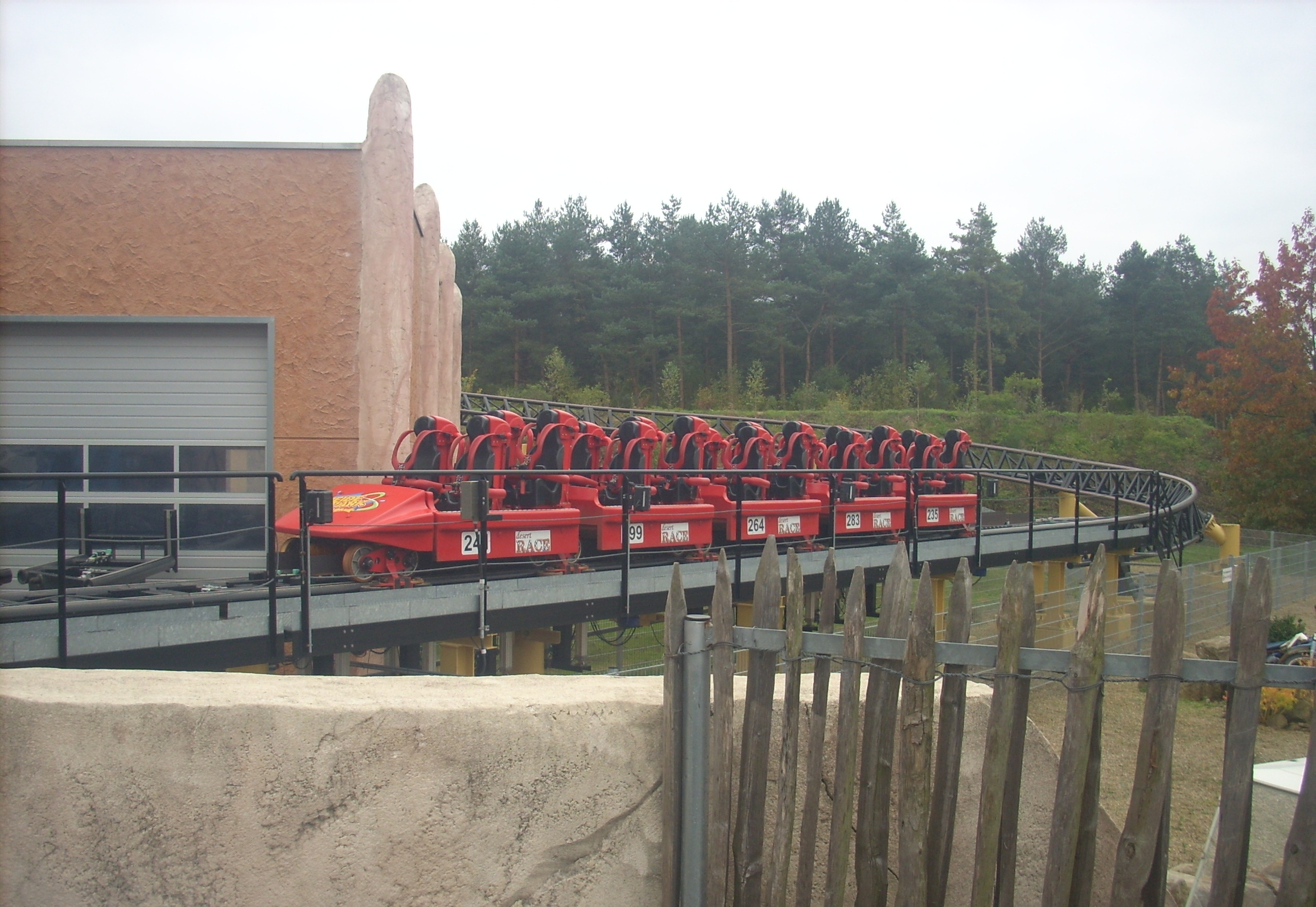
Roter Zug in der Schlussbremse
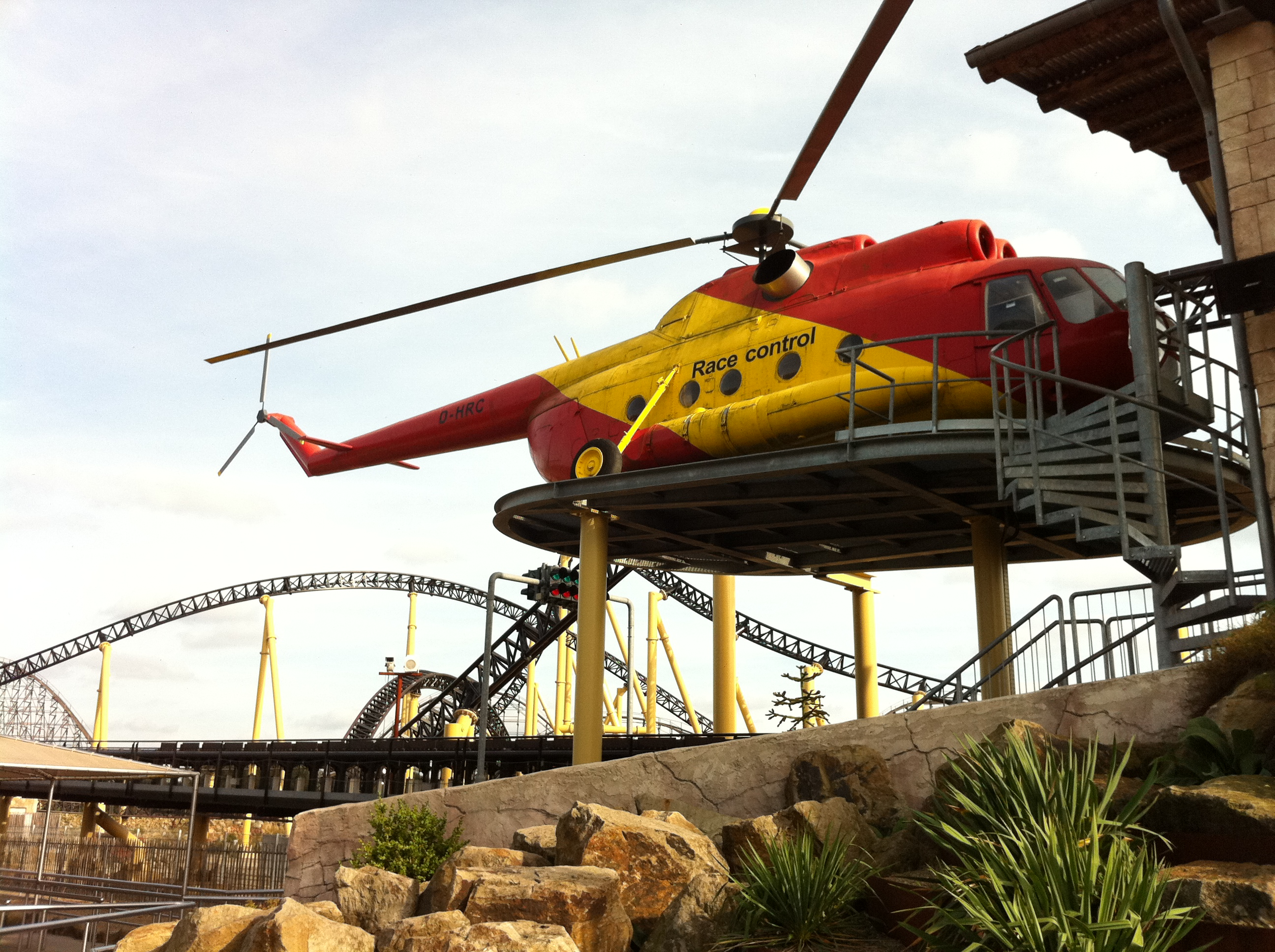
Hubschrauber als Race Control und Thematisierungselement